# Aedes ethiopiensis
Aedes ethiopiensis är en tvåvingeart som beskrevs av Huang 2004. Aedes ethiopiensis ingår i släktet Aedes och familjen stickmyggor.
Artens utbredningsområde är Etiopien. Inga underarter finns listade i Catalogue of Life.